# محمدصالح حائری مازندرانی
محمدصالح حائری مازندرانی (۱۲۵۸ – ۲۱ دی ۱۳۵۰) معروف به علامه سمنانی از علمای شیعی متبحر در فلسفه مشاء، فقه و اصول، کلام و تفسیر و شعر و ادب در قرن چهاردهم بود. او در دوران تسلط بیگانگان، با مشاهده اوضاع و احوال به حکم وظیفه دینی و صنفی، ساکت ننشست و به مبارزه با استعمار و استبداد پرداخت. حائری در مسجد جامع بابل علیه رضاشاه سخنرانی کرد و این کار سبب دستگیری وی شد وی مدت نه ماه زندانی و سپس به سمنان تبعید شد.

## ولادت و نسب
محمدصالح حائری در ۱۲۵۸ خورشیدی و به قولی در ۲۸ رجب ۱۲۹۸ق، در کربلا متولد شد. نسب وی از بابل مازندران بود، اما به سبب اقامت طولانی‌اش در سمنان، سمنانی نیز به او می‌گفتند.
پدرش، میرزا فضل‌الله مجتهد حائری مازندرانی (درگذشته حدود ۱۳۰۵ خورشیدی)، از فقهای امامیه متولد بابل بود که پس از تحصیلات مقدماتی در بابل به نجف هجرت کرد. جدّ محمدصالح، شیخ معین‌الدین قاسمی، از شاگردان علامه مجلسی و از مجتهدان طراز اول عصر خود بود. محمدصالح حائری مازندرانی در ۲۱ دی ۱۳۵۰ در سمنان درگذشت و در حرم امام رضا دفن شد.

## تحصیلات و اساتید
حائری مازندرانی در کربلا ادبیات عرب را نزد ملاعلی معروف به سیبویه و ملاعباس معروف به اخفش و فقه و اصول را نزد پدر و برادربزرگش، علی علامه، فراگرفت.
در ۱۳۱۲ق، آخوند خراسانی در سفری به کربلا، در پی آشنایی با حائری به استعدادش پی برد و او را با خود به نجف برد.
حائری در نجف، در فقه و اصول از شاگردان خاص آخوند خراسانی شد تا جایی که وی در تدوین نهایی کتاب کفایة الاصول خود به یادداشت‌های درسی این شاگرد خود توجه داشت.
علامه سمنانی در مجلس درس فقه و اصول میرزا حسین خلیلی تهرانی، تنها شاگرد صاحب جواهر که در آن زمان در قید حیات بود، شرکت می‌کرد. وی در علوم عقلی شاگرد حاج ملا اسماعیل بروجردی حائری، از استادان حکمت و ریاضی، بود.
حائری دوازده سال در نجف به تحصیل و تدریس و تألیف پرداخت و اجازات متعددی در اجتهاد و روایت دریافت نمود.

## فعالیت‌های مذهبی، علمی و سیاسی
حائری در ۱۳۲۴ق، به ایران آمد و به بابل رفت و به تدریس، وعظ و اقامه جماعت پرداخت و از مراجع تقلید گردید.
حضور علامه سمنانی در بابل هم‌زمان بود با دوران تسلط بیگانگان، وی با مشاهده اوضاع و احوال به حکم وظیفه دینی و صنفی، ساکت ننشست و به مبارزه با استعمار و استبداد پرداخت.
وی در یکی از سخنرانی‌هایش در مسجد جامع بابل با صراحت گفت: «هر کس با قرآن مخالفت کند کافر است اگر چه رضاخان باشد.» سخنرانی شدید علامه سمنانی در مسجد بابل سبب دستگیری وی شد. ایشان مدت نه ماه زندانی و سپس به سمنان تبعید شد.
محمدصالح حائری در سمنان نیز به تدریس و تألیف و اقامه جماعت پرداخت. منزل وی در بابل و سمنان محل تجمع اهل علم و ادب با گرایش‌ها و عقاید مختلف بود. جلال‌الدین همایی، بدیع‌الزمان فروزانفر، نیما یوشیج و محمدتقی جعفری، از جمله کسانی بودند که با او مراوده داشتند و از او تجلیل کرده‌اند.

## اجازات
علامه سمنانی علاوه بر اجازه اجتهاد، دارای اجازه روایت نیز بود، برخی از اجازات وی عبارتند از اجازه از:
- پدرش شیخ فضل‌الله حائری مازندرانی.
- برادرش علی علامه حائری.
- حاج میرزا حسین خلیل تهرانی.
- حاج میرزا حسین نوری.[۱۸]

## روایت کنندگان
اسامی برخی از عالمانی که از علامه سمنانی اجازه روایت دریافت کرده‌اند، عبارتند از:
- سید شهاب الدین مرعشی نجفی
- جلال الدین علامه حائری
- سید فخر الدین امامت کاشانی
- حسین مقدس مشهدی شاهرودی
- سید عزیزالله امامت کاشانی
- مهدی شرف الدین
- سید عباس کاشانی
- حسین عمادزاده اصفهانی

## از نگاه دیگران
- سید محمد مهدی اصفهانی کاظمینی (درگذشته ۱۳۹۱ق) دربارهٔ او می‌نویسد: «شیخ محمد صالح… اکنون یگانه مرجع تقلید مهم مازندران است، تألیفات خوبی دارد که بر فراوانی فضل و وسعت دایره اطلاعات و فزونی دانشش دلالت می‌کند.»[۱۹]
- محمد تقی جعفری تبریزی او را نابغه‌ای عظیم الشأن معرفی کرده است.[۲۰] وی می‌گوید: «علامه مردی بسیار با فضل بود، مخصوصاً ادبیات عربی اش خیلی قوی بود… اطلاعات فلسفی اش هم خیلی زیاد بود، در اصول هم حد بالایی داشت.»
- محمد هادی امینی دربارهٔ او می‌نویسد: «شیخ محمد صالح… از فقیهان و عالمان بزرگ جهان اسلام و از استادان مسلم در فقه اصول و از مؤلفان و پژوهشگران و محققان بزرگوار است.»[۲۱]
- محمد رضا حکیمی علامه را چنین معرفی می‌کند: «حضرت علامه سمنانی، از علمای بزرگ و بسیار کم مانند اسلام است در سده گذشته و جامع، معقول و منقول به معنای وسیع و ژرف تعبیر، و صاحب اطلاعات و معلوماتی پهناور و مجتهد در فلسفه و تحقیقات فلسفی، نقاد تیزهوش و پرتوش و توان مباحث فلسفی، بویژه اصول و مبانی حکمت متعالیه در عین رعایت تعادل، و با اشاره و به ارزشمندی نکته‌هایی در خور ارزش که در فلسفه صدرایی مطرح گشته است.»
- شاگردش عبدالرفیع حقیقت می‌نویسد: «یکی از دانشمندان به نام و علمای بزرگ اسلام در عصر حاضر، آیت‌الله آقا شیخ محمد صالح حائری مازندرانی (سمنانی) است.»[۲۲]

## آرای فلسفی
حائری در فلسفه، برخلاف اندیشه غالب حکمای معاصر خود، قائل به اصالت ماهیت بود. وی قول به اصالت وجود را مقدمه نظریه وحدت حقیقت وجود و سنخیت حقیقی بین واجب تعالی و ممکنات، و این را خلاف دعوت انبیا و مسلّمات قرآن کریم مبنی بر تنزیه واجب تعالی از سنخیت و شباهت با مخلوقات دانسته است. او تلاش خود را در اثبات اصالت ماهیت و تباین حقایق موجودات، جهاد اکبر فی‌سبیل‌اللّه می‌دانست.
همچنین حائری مازندارنی، منکر وجود ذهنی، اتحاد عاقل و معقول به معنای مشهور و سنخیت علت و معلول بود.
از دیگر آرای او، اعاده معدوم و حدوث عالم، شایان ذکر است.
محمدصالح حائری ضمن بیان این‌که در آثار ابن سینا سخنی دالّ بر اصالت وجود نیافته و همین کافی است که او را قائل به اصالت ماهیت بدانیم، کوشیده از سخنان ابن‌سینا آنچه را که ظاهراً عبارات آن موافق اصالت ماهیت است، به عنوان شاهد صدق ادعای خود بیاورد.

## در عرصه شعر و ادبیات
محمدصالح حائری مازندرانی از ذوق شعری نیز برخوردار بود. اشعار عربی و قصاید بلند ایشان را از قدیم در حوزه‌های ادبی نجف همطراز آثار شاعران برجسته عرب به‌شمار آورده‌اند. مانند قصیده بلند نونیه نبویه و قصیده بدیعیه.
نیما یوشیج (درگذشته ۱۳۳۸ش) شاعر نوپرداز در نامه‌ای خطاب به علامه می‌نویسد: «مخصوصاً به تو، تو خطاب می‌کنیم برای تو که در مازندران فرد هستی. گمان نمی‌برم میزانی برای تعیین مقدار توفیق صالحین یک قوم بهتر از وجود شخص صالحی در آن قوم باشد.»
همچنین یوشیج در قصیده‌ای در وصف علامه مازندرانی آورده است:

شهریار:
| منم که طالح درمانده‌ام در این فکرت   |  | تویی که صالحی ای حایری زمن مگریز   |
| ابونواس و غزالی و طوسی، این سه تویی |  | که کس نخوانده و نشناسدت به حق تمیز |

نیما یوشیج، نامه‌ها، ص ۳۶۱.

## آثار
آثار علامه سمنانی اعم از کتاب و رساله به سیصد مجلد تحت عناوین فقه، اصول فقه، تفسیر، کلام، منطق، فلسفه، دعا، ادبیات مندرج است، از جمله:

### در فقه و اصول
- سبیکةالذهب، در اصول فقه به عربی، که در آن کفایةالاصول آخوند خراسانی را به نظم درآورده است.
- سبائک‌الذهب در شرح کفایة.[۲۷]
- الاسکناسیة، در بیان احکام اسکناس.[۲۸]
- العمل الصالح، در فقه استدلالی مشتمل بر طهارت تا دیات، به فارسی.[۲۹]
- تعلیقه بر مکاسب مرتضی انصاری.
- الاستصحاب.
- حواشی بر ریاض.
- رساله المِشْقَصُ المُصیب فی العول و التَعْصیب.[۳۰]

### فلسفه
- حکمت بوعلی سینا، در پنج مجلد به فارسی، او در این کتاب، ابن سینا، میر داماد، شیخ اشراق، خیام و محقق طوسی را قائل به اصالت ماهیت دانسته است.[۳۱]
- رساله ودایع الحِکَم فی کشف خدایع بدایع الحِکَم، به فارسی، در رد و نقد بدایع‌الحکم آقاعلی مدرس طهرانی که از قائلان به اصالت وجود بوده است.
- الدین القویم، دربارهٔ ربط حادث به قدیم.
- الیدالبیضاء، دربارهٔ وجود ذهنی.
- رسالة فی حل نظم منطق السبزواری.[۳۲]

### سایر آثار
- تفسیر سوره حمد و حدید و آیةالکرسی.[۳۳]
- الوحی العریض فی نفی‌الجبر و التفویض[۳۴]
- دیوان الادب، شامل برخی اشعار فارسی او با مضامین دینی و اخلاقی.[۳۵]
- منظومه نونیة العجم، در مدح پیامبر اکرم و عترت او.[۳۶]
- احتجاجات مأمون
- الاعتقادات
- اکسیر سعادت و حیات جاودان و تکثیر شقاوت و سیئات جاهلان و حاسدان
- تاریخ معارف امامیه ترجمه کتاب ظلامه العتره الطاهره الی حضره قاده الاسلام الباهره.